# Cherokee (Schiff)
Die Cherokee (II) war ein 1925 in Dienst gestelltes Passagierschiff der US-amerikanischen Reederei Clyde Line, das im regelmäßigen Passagierverkehr von New York City nach South Carolina und Florida eingesetzt wurde. Ab 1932 gehörte das Schiff zur Clyde-Mallory Line. Am 16. Juni 1942 wurde die Cherokee nordöstlich von Cape Cod von einem deutschen U-Boot versenkt, wobei 86 der 169 Menschen an Bord ums Leben kamen.

## Einzelheiten

### Die Reederei
Die Clyde Steamship Company existierte ab 1844 in Philadelphia und zog 1872 nach New York. Seit 1907 gehörte sie der Consolidated Steamship Lines und wurde drei Jahre nach deren Konkurs im Jahre 1908 an die Atlantic, Gulf & West Indies Steamship Lines (AGWI) veräußert, die die Clyde Line bis 1932 als eigenständiges Unternehmen weiterbetrieb. 1932 schloss AGWI die Clyde Line und die ebenfalls ihr gehörenden Tochtergesellschaft Mallory Line zur Clyde-Mallory Line zusammen. Die Mallory Line ging auf die 1886 in New York gegründete C.H. Mallory & Company und die New York & Texas Steamship Company zurück. Später ging daraus die Mallory Steamship Company hervor, welche ebenfalls zunächst von der Consolidated Steamship Lines und später von der Atlantic, Gulf & West Indies Steamship Lines übernommen wurde. 1949 wurde die Clyde-Mallory Line an die Bull Line verkauft und hörte als eigene Reederei auf zu existieren.

### Das Schiff
Die 5.896 BRT große Dampfschiff Cherokee wurde auf der Werft Newport News Shipbuilding in Newport News im US-Bundesstaat Virginia gebaut und lief am 10. Februar 1925 vom Stapel. Der Schiffsrumpf war 122,6 Meter lang, 16,6 Meter breit und hatte einen Tiefgang von 6,1 Metern. Sie wurde von zwei Dampfturbinen angetrieben, die 981 nominale PS leisteten und eine Höchstgeschwindigkeit von 16 Knoten ermöglichten. Das Schiff hatte zwei Propeller, zwei Masten und einen Schornstein. Sie war nach der 1896 in Dienst gestellten Cherokee (2.557 BRT) das zweite Schiff der Reederei mit diesem Namen.
Die Cherokee war das zuerst fertiggestellte von vier neuen, identischen Schwesterschiffen, die die Clyde Line 1925/26 für den regulären Linienverkehr von New York nach South Carolina und Florida in Dienst stellte. Die anderen drei waren die Seminole (II) (1925), die Mohawk (II) (1926), und die Algonquin (II) (1926). Heimathafen der Schiffe war New York. Alle vier Dampfer entstanden bei Newport News Shipbuilding, waren aus Stahl konstruiert und verfügten über Doppelböden und Ballasttanks. Die Passagierunterkünfte, die für insgesamt 446 Reisende ausgelegt waren, verteilten sich über drei Decks.
Die Cherokee, die im Sommer 1925 in Dienst gestellt wurde, verfügte über Rettungsboote mit Platz für 585 Personen, Davits der Marke Welin (wie die Titanic), Feuermelder sowie Ventilations-, Heizungs- und Kühlsysteme. Den Passagieren standen eine Lounge, ein Rauchsalon, verglaste Promenadendecks, ein Sonnendeck, ein Teezimmer, ein Musiksalon, eine Bibliothek sowie ein Speisesaal mit Tischen für je zwei, vier und sechs Personen zur Verfügung. Vereinzelte Suiten verfügten über private Badezimmer.
Am 17. Januar 1936 kam es auf dem St. Johns River in Florida bei Nebel und Dunkelheit zu einer Kollision zwischen der Cherokee und dem Frachtdampfer Welcombe der Reederei Pyman Brothers Ltd. Die Welcombe lag in der Mitte des Flusses vor Anker, während die Cherokee bei einer Geschwindigkeit von etwa 14 Knoten Fahrt machte. Die Welcombe ging unter und die Cherokee strandete. Es gab keinen Personenschaden. Ein Gericht gab beiden Schiffen gleichermaßen die Schuld an dem Unfall.

## Versenkung
Am Sonntag, dem 14. Juni 1942 lief die Cherokee unter dem Kommando von Kapitän Twiggs E. Brown in Halifax zu einer Überfahrt nach Boston aus. Sie fuhr als Teil des aus acht Schiffen bestehenden Konvois XB-25, der von zwei Geleitschiffen eskortiert wurde. An Bord waren neun Offiziere, 103 weitere Besatzungsmitglieder, elf Artilleristen und 46 Angehörige der US Army als Passagiere (insgesamt 169 Menschen). Die Ankunft in Boston war für den 16. Juni vorgesehen.
In der Nacht vom 15. auf den 16. Juni näherte sich der Konvoi Boston in einem Sturm. Die Schiffe wurden von dem deutschen U-Boot U 87 unter dem Kommando von Kapitänleutnant Joachim Berger gesichtet. Kurz nach 4 Uhr morgens schoss Berger mehrere Torpedos auf den Geleitzug ab. Um 04.21 Uhr ließ er zwei Torpedos auf die Cherokee abgeben, von denen einer an der Backbordseite unterhalb der Kommandobrücke einschlug. Die Explosion hob das Schiff an und zerstörte das Kartenhaus. Einbrechendes Seewasser ließ das Schiff schnell eine starke Schlagseite nach Backbord annehmen. Die Geschwindigkeit wurde umgehend gedrosselt und das Ruder wurde hart nach Backbord gedreht, aber 90 Sekunden nach dem ersten Treffer schlug ein zweiter Torpedo an Backbord ein. Die Cherokee sank (Lage) in sechs Minuten bei einer Schlagseite von 60 Grad.
86 Menschen kamen durch die Versenkung ums Leben, darunter drei Offiziere, 62 Besatzungsmitglieder, ein Artillerist und 20 Passagiere. 83 Menschen überlebten. 44 von ihnen wurden von dem Handelsschiff Norlago geborgen und noch am selben Tag in Provincetown an Land gebracht. Die übrigen 39 Überlebenden wurden von der Escanaba, einem Schiff der US-Küstenwache, an Bord genommen und nach Boston gebracht.